# Буханцов, Ким Иванович
Ким Ива́нович Буханцо́в (род. 25 ноября 1931, Казанская, Северо-Кавказский край) — советский легкоатлет, выступавший в метании диска и десятиборье, тренер. Участник летних Олимпийских игр 1956, 1960 и 1964 годов.

## Биография
Родился 25 ноября 1931 года в станице Казанская Верхнедонского района (ныне — Ростовской области).
Выступал в легкоатлетических соревнованиях за московские «Буревестник» и Вооружённые силы. Завоевал шесть медалей чемпионата СССР в метании диска — два золота (1958, 1963), два серебра (1955, 1961), две бронзы (1960, 1964). В 1955 году стал серебряным призёром в десятиборье. Был рекордсменом СССР.
В 1956 году окончил 2-й Московский медицинский институт, в 1964 году — ГЦОЛИФК.
В 1954—1965 годах входил в сборную СССР.
В 1956 году вошёл в состав сборной СССР на летних Олимпийских играх в Мельбурне. В метании диска показал 4-й результат в квалификации (49,65 метра) и вышел в финал, где занял 12-е место (48,58), уступив 7,78 метра победителю Элу Ортеру из США.
Серебряный призёр в толкании ядра и бронзовый призёр в метании диска Спартакиады дружественных армий 1958.
В 1960 году вошёл в состав сборной СССР на летних Олимпийских играх в Риме. В метании диска показал 12-й результат в квалификации (53,08) и вышел в финал, где занял 8-е место (53,61), уступив 5,57 метра вновь завоевавшему золото Ортеру.
В 1964 году вошёл в состав сборной СССР на летних Олимпийских играх в Токио. В метании диска показал 11-й результат в квалификации (54,94) и вышел в финал, где занял 9-е место (54,38), уступив 5,62 метра снова ставшему чемпионом Ортеру.
В 1965 году завоевал бронзовую медаль Кубка Европы.
В 1967 году перешёл на тренерскую работу. Был тренером олимпийской сборной СССР 1972 и 1980 годов, в 1995—1998 годах работал в Сирии. Среди его воспитанников — олимпийская чемпионка 1972 года Фаина Мельник и серебряный призёр летних Олимпийских игр 2012 года Эхсан Хаддади, 15 мастеров спорта международного класса.
Мастер спорта СССР международного класса. Заслуженный тренер СССР (1971).

## Личный рекорд
- Метание копья — 59,47 (1962)[8]